# Retterschen
Retterschen ist nach Einwohnern der größte Ortsteil der Gemeinde Kressbronn am Bodensee im baden-württembergischen Bodenseekreis in Deutschland.

## Lage
Der Ortsteil Retterschen liegt rund anderthalb Kilometer südöstlich der Kressbronner Ortsmitte zwischen dem anderen Kressbronner Ortsteil Mittelmühle und den Gemeindeteilen Selmnau und Hattnau der bayerischen Gemeinde Wasserburg.

## Geschichte

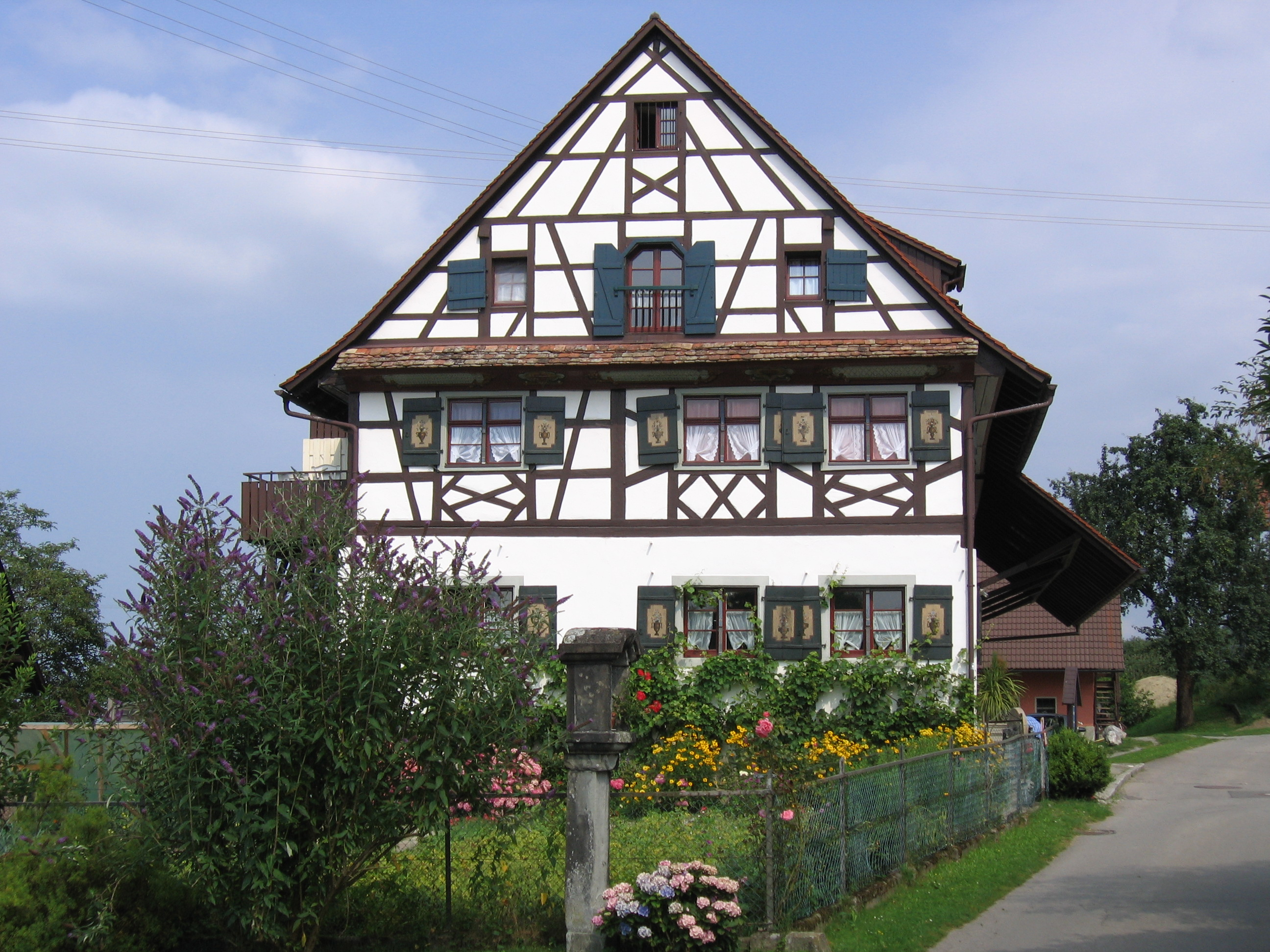
Fachwerkhaus von 1736 in Retterschen

„Im Jahr 799, am 23. Juni, wurde Retterschen als „Ratineshova“ erstmals urkundlich erwähnt. Damals übertrug Reginbold seinen Besitz an die Kirche zu Wasserburg. Die Urkunde, heute im Besitz des Stiftsarchiv St. Gallen, enthält folgenden übersetzten Text:
Im Namen Gottes. Ich Reginbold habe bedacht, dass ich für mein Seelenheil und ewigen Lohn etwas von meinem Besitz an verehrungswürdige Stätten der Heiligen geben muss und habe dies deshalb auch getan. Ich werde der Kirche des hl. Gallus und des hl. Georg zu Wasserburg, die im Argengau errichtet wurde, all meinen Besitz geben in dem Ort, der Ratineshova heißt, mit Grundstücken, Wäldern, stehenden und fließenden Gewässern, Feldern und Wiesen. Ich schenke, und übergebe und vermache alles gegen einen Zins an meine Kinder und deren Nachkommen. Ich will, wie gesagt, dass das alles an die oben genannte Kirche geschenkt sei gegen einen jährlichen Zins im Wert von einer saiga (Goldmünze). Und wenn jemand, was ich nicht glaube, dass es geschieht, ich selbst, einer meiner Erben oder Nacherben oder sonst eine feindliche Person gegen diese Urkunde, die ich freiwillig auszustellen bat, angehen und sie anzweifeln wollte, soll ihm das nicht nur verwehrt werden, sondern er soll zwei Unzen Gold und vier Pfund Silber als Strafe zahlen müssen, und auch wenn er den Versuch wiederholt, soll er erfolglos bleiben, sondern es soll diese Urkunde alle Zeit in Kraft und geltend bleiben, wie es die Zeugen bestätigen. Geschehen in dem Ort, der Wasserburg heißt. Diese Urkunde wurde geschrieben im 30. Regierungsjahr unseres Herrn Karl (dem Großen), König der Franken unter dem Grafen Roadbert. Dies bezeugen Reginbold, der diese Urkunde auszustellen bat. Sikabert. Sikabert. Henco. Sikabert, Priester. Batucho, Diakon. Wolfbert. Hamadeohc. Christian. Kerolt. Rihbold. Cundini. Tukiman. Deodolt. Uzzo. Wolflant. Liutrod. Ich der Kleriker Deodolt habe auf Aufforderung und Bitten hier geschrieben und unterschrieben. Ich habe den neunten Tag vor den Kalenden des Juli notiert, einen Sonntag.“
827 und 933 erfolgten weitere Besitzübertragungen. Das Kloster führte um 1200 drei Höfe in Retterschen auf, im 15. Jahrhundert waren es fünf. Diese gingen als Lehen an zwei Lindauer Bürgerfamilien, 1490 an die Sürgen von Sürgenstein.
Den Erlös des Dorffestes anlässlich der 1200-Jahr-Feier am 13. Juni 1999 verwendete die Dorfgemeinschaft für eine gemeinschaftsfördernde und zugleich touristenfreundliche Sitzplatzgestaltung in der Ortsmitte von Retterschen.

## Sehenswürdigkeiten

### Hofanlage Milz

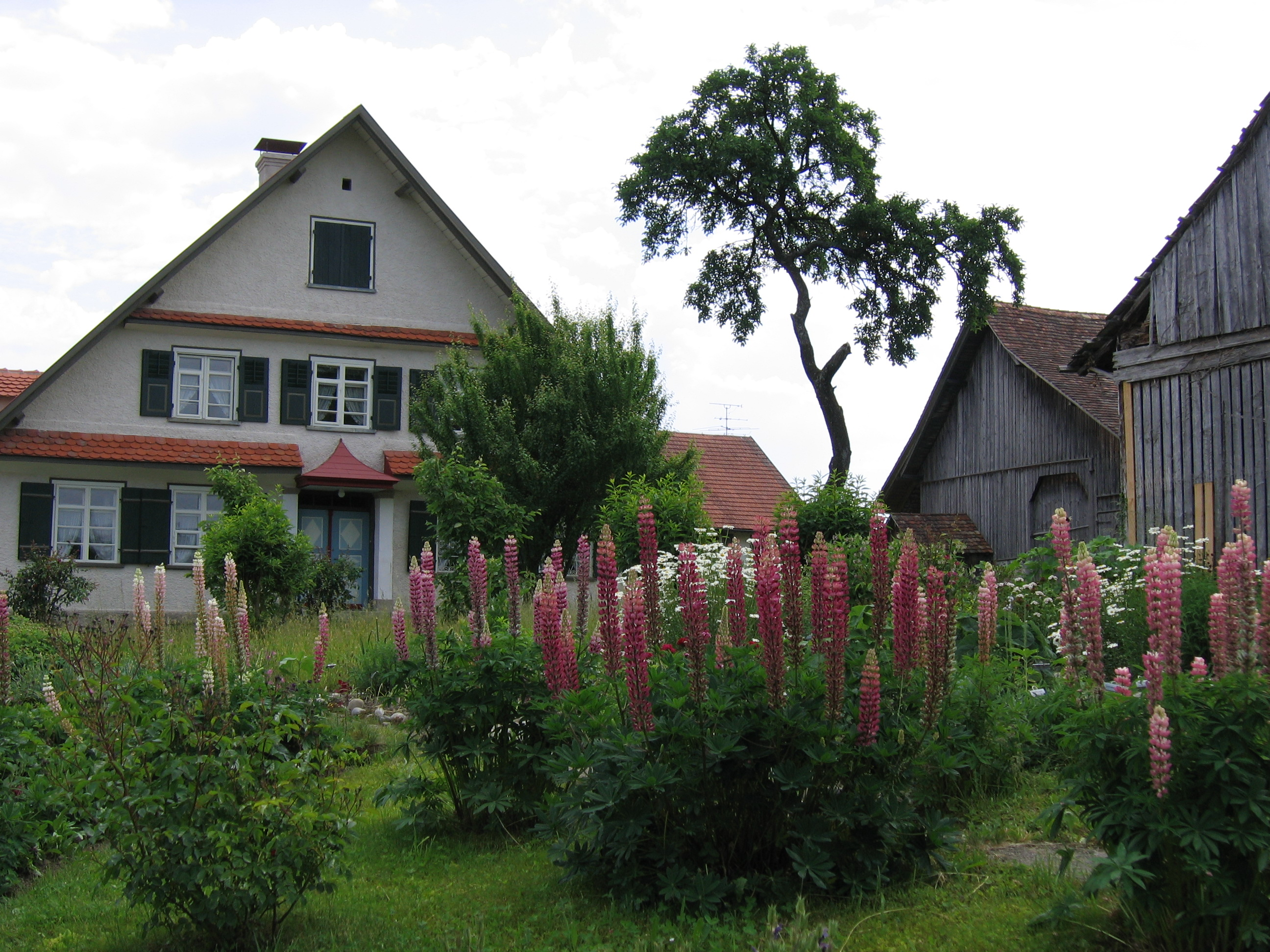
Hofanlage Milz

Der ehemalige Bauern- und Schultheißenhof Milz gewährt Einblick in die Geschichte und Entwicklung der Landwirtschaft. An seinem originalen Standort ist ein damals typischer Bauernhof der Region in seltener Vollständigkeit und Ursprünglichkeit erhalten geblieben, welcher im Rahmen von Führungen und Veranstaltungen des Vereins zur Erhaltung der Hofanlage Milz besichtigt werden kann.
Die Geschichte der Hofanlage lässt sich bis zum Beginn der Gemeindegeschichte um 800 zurückverfolgen: Seinerzeit erwarb das Kloster St. Gallen Besitz in Retterschen. Heute geben vier Gebäude aus drei Jahrhunderten Einblick in das Leben der Vorfahren: Haupthaus (1855/75) mit Wohnräumen und Stallungen, Scheuer (1717), Remise (1803) und Backhaus (1705). Die Wohnräume wurden 1855 vom Schultheißen der damaligen Gemeinde erbaut und mit einer Amtsstube ausgestattet, in der die Gemeindeverwaltung bis 1870 ihren Sitz hatte.
Die Hofanlage wurde von der Denkmalstiftung Baden-Württemberg als Denkmal des Monats September 2005 ernannt.

### Kulturdenkmale
Neben der Hofanlage Milz sind in Retterschen der ehemalige Lehenshof des Klosters Löwental, ein Bildstock, der Heilige Florian als Hausheiliger und ein Wegkreuz im Verzeichnis der unbeweglichen Bau- und Kunstdenkmale des Landesdenkmalamts Baden-Württemberg als Kulturdenkmale ausgewiesen.